# Барху

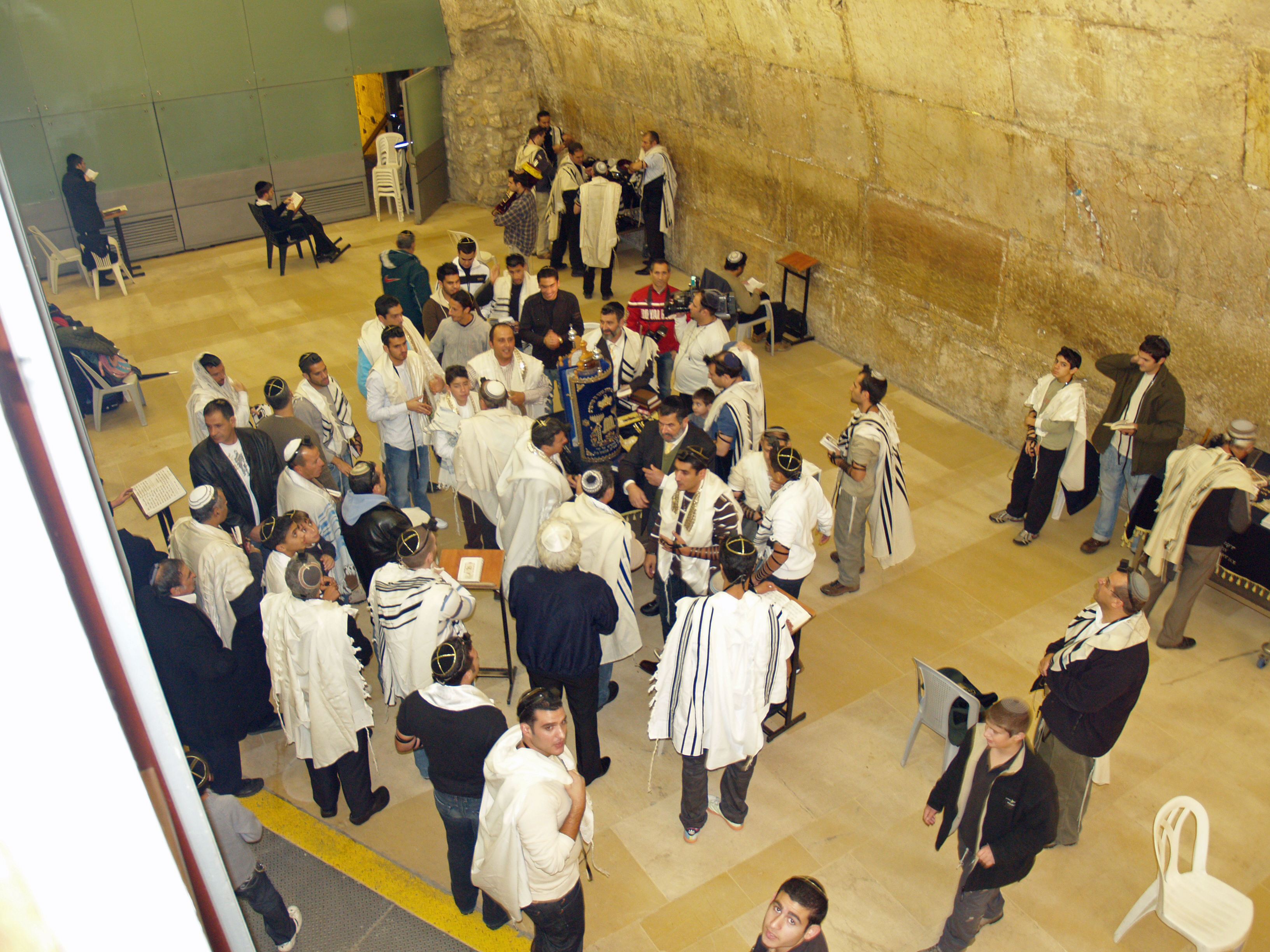
Современная община евреев у Стены Плача

Барху (Бареху, от др.-евр. ברכו‬ — «благословите») — торжественный громогласный призыв ведущего общинную молитву к окончанию иудейского богослужения. Первоначальный вариант призыва описан в Псалтири в конце каждой из пяти книг (40, 71, 88, 105, 150). Имел форму антифона, когда торжественный призыв ведущего сопровождался припевом и рецитировался с известной интонацией, а община в унисон отвечала славословием.

## История
Древний вариант описан как заключение молитвы «благословите Бога! (ברכו אלהים‬)» (Пс. 67:27), а община отвечала «Благословен Бог! (ברוך אלהים‬)» (Пс. 65:20), и расходилась по домам. Существовал вариант призыва к окончанию войны при победе «благословите Господа!» (ברכו יהוה‬)» (Суд. 5:2, 9). Также упомянуты призывы, начинаемые словом: году (הודו‬, Пс. 135:1), галелу (הללו‬, Пс. 150:1), газину (העזינו‬, Втор. 32:1), шма (שמע‬, Втор. 6:4).

— Ведущий: Дом Израилев, благословите Господа! Дом Ааронов, благословите Господа! Дом Левиин, благословите Господа! Боящиеся Господа, благословите Господа!

— Община: Благословен Господь от Сиона, живущий в Иерусалиме!
— Пс. 134:19—21
Ответ общины на призыв также изменялся. Ответ «Благословен Господь (ברוך יהוה‬)» (Пс. 71:18) со временем заменили лишь на обозначение имени Божиего «благословенно имя славы Его вовек (ברוך שם כבודו לעולם‬)» (Пс. 71:18). Позднее появилась формула «благословенно имя славного царства Его во веки веков» (ברוך שם כבוד מלכותו לעולם ועד‎) (Псахим 56 а), которую произносили после стиха «cлушай, Израиль: Господь, Бог наш, Господь един есть» (Втор. 6:4), что первоначально было содержанием Шма, однако впоследствии было удлиннено. Слова «во веки», а также «во веки веков» в славословиях являются позднейшим добавлением в общественное богослужение.

## Сегодня
В отличие от первоначального призыва к завершению богослужения, описанного в Псалтири, сегодня ведущий общинную молитву использует Барху как призыв к началу иудейского богослужения или зачитывания свитка Торы, а также после торжественной трапезы (по случаю обрезания, свадьбы, поминок) для произнесения затрапезной молитвы «Биркат ха-мазон». Барху произносят только при наличии общины — группы десяти евреев, по возрасту старше 13 лет:

— Ведущий: Благословите Господа, Благословенного!

— Община: Благословен Господь Благословенный вовек и вечно!
Оригинальный текст (иврит)ברכו את יהוה המברך ברוך יהוה המברך לעולם ועד‎
— Сидур «Тхилат ха-шем»
Ответ общины «Благословен Господь Благословенный вовек и вечно» (ברוך יהוה המבורך לעולם ועד‎) на призыв «благословите Господа» (ברכו את יהוה המברך‎) еврея, собирающегося прочитать вслух из свитка Торы, является дословным в молитве «Кадиш» и переведён на арамейский язык «да будет имя Его великое благословенно вовек и во веки веков» (יהא שמיה רבא מברך לעלם ולעלמי עלמיא) с заменой имени Божиего на фразу «имя великое», причём этим ответом молитва «Кадиш» оканчивалась, раввин произносил её в конце аггадической проповеди и община расходилась по домам, а также упоминание Барху в четвёртой строке Кадиша «Благословен Он» (בריך הוא).

## В источниках

### Мишна
Как трое совершают зимун? Ведущий призывает: Благословим, если есть трое и ведущий, то произносят: Благословен.
А если есть ведущий и десяток, призывает: Благословим Бога нашего, а десяток и ведущий произносят: Благословен…
Будь ведущий с десятком или сотнею тысяч, призывает: Благословим Господа, Бога нашего.
А если есть сотня с ведущим, произносит: Благословен…
А если есть ведущий с тысячей, призывает: Благословим Господа, Бога нашего, Бога Израильского, а тысяча с ведущим произносят: Благословен…
А если есть ведущий с десятком тысяч, призывает: Благословим Господа, Бога нашего, Бога Израильского, Бога Саваофа, а десяток тысяч и ведущий произносят: Благословен…, и евреи отвечают так же, как призывал ведущий: Благословен Господь, Бог наш, Бог Израильский, Бог Саваоф, Восседающий с херувимами, за пищу, которую съели мы.
Раввин Иосе Галилейский говорит: Община благословляет, как говорится «в собраниях благословите Бога Господа, вы – от семени Израилева» (Пс. 67:27).
А раввин Акива говорит: А как в синагогах? Одним больше, одним меньше, призывают: Благословите Господа.
А раввин Ишмаэль говорит: Благословите Господа, Благословенного.
Оригинальный текст (иврит)כיצד מזמנין בשלושה אומר נברך בשלושה והוא אומר ברוך הוא בעשרה אומר נברך לאלוהינו בעשרה והוא אומר ברוך הוא אחד עשרה ואחד עשר ריבוא במאה אומר נברך ליהוה אלוהינו במאה והוא אומר ברוך הוא באלף אומר נברך ליהוה אלוהינו אלוהי ישראל באלף והוא אומר ברוך הוא בריבוא אומר נברך ליהוה אלוהינו אלוהי ישראל אלוהי הצבאות בריבוא והוא אומר ברוך הוא כעניין שהוא מברך כך עונין אחריו ברוך יהוה אלוהינו אלוהי ישראל אלוהי הצבאות יושב הכרובים על המזון שאכלנו רבי יוסי הגלילי אומר לפי רוב הקהל הן מברכין שנאמר בְּמַקְהֵלוֹת בָּרְכוּ אֱלֹהִים יְהוָה מִמְּקוֹר יִשְׂרָאֵל אמר רבי עקיבה מה מצינו בבית הכנסת אחד מרובין ואחד מועטין אומרין ברכו את יהוה רבי ישמעאל אומר ברכו את יהוה המבורך‎
— Мишна, Зраим, Брахот 7:3

### Талмуд
- «Благословите Господа, Благословенного (ברכו את יהוה המברך‎)» (Брахот 49 б);
- «да будет имя Его великое благословенно (יהא שמיה רבא מברך)» (Брахот 57 а);
- «да будет имя Его великое благословенно (יהא שמיה הגדול מבורך)» (Брахот 3 а);
- «да будет имя Его великое (יהא שמיה רבא)» (Сота 49 а);
- «благословенно имя славного царства Его во веки веков (ברוך שם כבוד מלכותו לעולם ועד‎)» (Псахим 56 а).

### Танах
Наличие разнообразных редакций Барху в Танахе может свидетельствовать о том, что единый шаблон Барху отсутствовал:
- «благословите Бога (ברכו אלהים‬)» (Пс. 67:27);
- «Благословен Бог (ברוך אלהים‬)» (Пс. 67:36);
- «Благословен Бог (ברוך אלהים‬)» (Пс. 65:20);
- «прославьте Господа (ברכו יהוה‬)» (Суд. 5:2);
- «славьте Господа Бога вашего от века и до века (ברכו את יהוה אלהיכם מן העולם עד העולם‬)» (Неем. 9:5);
- «воздайте славу Богу нашему (הבו גדל לאלהינו‬)» (Втор. 32:3);
- «Благословен Господь от Сиона, живущий в Иерусалиме (ברוך יהוה מציון שכן ירושלם‬)» (Пс. 134:21);
- «Благословен Господь Бог, Бог Израилев, един творящий чудеса (ברוך יהוה אלהים אלהי ישראל עשה נפלאות‬)» (Пс. 71:18);
- «Благословен Господь вовек (ברוך יהוה לעולם‬)» (Пс. 88:53);
- «Благословен Господь, Бог Израилев, от века и до века (ברוך יהוה אלהי ישראל מן העולם ועד העולם‬)» (Пс. 105:48);
- «Благословен Господь Бог Израилев от века и до века (ברוך יהוה אלהי ישראל מן העולם ועד העלם‬)» (1Пар. 16:36);
- «Благословен Господь Бог Израилев, от века и до века (ברוך יהוה אלהי ישראל מהעולם ועד העולם‬)» (Пс. 40:14);
- «Благословен Ты, Господи, Боже Израиля, отца нашего, от века и до века (ברוך אתה יהוה אלהי ישראל אבינו מעולם ועד עולם‬)» (1Пар. 29:10);
- «благословенно имя славы Его вовек (ברוך שם כבודו לעולם‬)» (Пс. 71:19);
- «буду превозносить Тебя, Боже мой, Царь, и благословлять имя Твоё во веки и веки (ארוממך אלוהי המלך ואברכה שמך לעולם ועד‬)» (Пс. 144:1);
- «всякий день буду благословлять Тебя и восхвалять имя Твоё во веки и веки (בכל יום אברכך ואהללה שמך לעולם ועד‬)» (Пс. 144:2);
- «да благословляет всякая плоть святое имя Его во веки и веки (יברך כל בשר שם קדשו לעולם ועד‬)» (Пс. 144:21);
- «да будет благословен Господь Бог твой (יהי יהוה אלהיך ברוך‬)» (3Цар. 10:9);
- «да будет благословен Господь Бог твой (יהי יהוה אלהיך ברוך‬)» (2Пар. 9:8);
- «да будет имя Господне благословенно (יהי שם יהוה מברך‬)» (Иов. 1:21);
- «да будет имя Господне благословенно отныне и вовек (יהי שם יהוה מברך מעתה ועד עולם‬)» (Пс. 112:2);
- «да будет благословенно имя Господа от века и до века (להוא שמה די אלהא מברך מן עלמא ועד עלמא)» (Дан. 2:20).